# Level 42
Level 42 é uma banda inglesa de música pop formada no final dos anos 1970. Teve seu auge nas décadas de 1980 e 1990, com canções nas paradas de sucesso de todo o mundo. É reconhecida pela alta qualidade dos músicos, destacando principalmente Mark King, baixista e vocalista do grupo. A banda terminou sua atividade no ano de 1994, mais tarde, em 2001 voltou a ativa, e em 2006 lançou um novo trabalho de estúdio. O Level 42 já vendeu mais de 30 milhões de cópias em todo o mundo.

## História

### Formação e primeiros anos
O grupo se formou em 1979, seu principal gênero era a fusão jazz-fFunk. Os irmãos Gould – Boon, o guitarrista e Phil, o baterista – uniram-se a Mark King, vocalista, e fizeram diversos shows na Ilha de Wight. Phil Gould, Mark King e Wally Badarou – que mais tarde seria um dos produtores e compositor da banda – fizeram parte da banda pop "M" que em 1979 teve uma canção número 1 nos Estados Unidos. Em 1979, Mark King apresentou Phil Gould a Mike Lindup, que passou a fazer algumas apresentações junto ao grupo tocando teclado. A banda precisava de um baixista, e Mark King assumiu o cargo, sem deixar de ser o vocalista principal. Em 1980 foram contratados pela Polydor Records e lançaram o single "Love Meeting Love", e mais tarde "Love Games" que chegou ao top 40 no Reino Unido. O primeiro álbum, homonimo ao nome da banda, foi lançado em 1981 e chegou ao top 20 dos mais vendidos no Reino Unido, também apresentou um bom número de vendas em outros países da Europa. Em 1982 lançaram os álbuns The Early Tapes – com as canções que antes eram apenas demonstrações, e mais tarde foram gravadas em estúdio – e The Pursuit of Accidents, com o top 30 "The Chinese Way". Em 1983 lançaram o álbum Standing in the Light, primeiro álbum top 10 no Reino Unido, com a canção top 10, "The Sun Goes Down (Living It Up)" que tinha Mike Lindup como vocalista principal, e ótimos arranjos de King. Mais tarde, em 1984 lançaram True Colours, que rendeu a primeira canção no Billboard Hot 100 dos Estados Unidos, "Hot Water".

### Sucesso mundial

#### Era Polydor (1985-1989)
O sucesso da banda atravessou as fronteiras da Europa em 1985, quando foi lançado o álbum World Machine, bem recebido pelos fãs e crítica. O álbum tinha duas canções destaque: "Something About You" – sexto lugar no Reino Unido e sétimo lugar nos EUA, primeiro e único 'top 10' – e "Leaving Me Now", top 20 com um excelente desempenho de Mike Lindup. A banda quase acabou nesse mesmo ano por causa de desentendimentos entre Mark King e Phil Gould, mas os problemas foram resolvidos, e a banda continuou sua carreira para em 1987 lançar o mais famoso álbum de sua carreira: Running in the Family. Antes disso, em 1986, foi lançado o single Lessons In Love, terceiro lugar no Reino Unido, e bastante popular na América Latina. Running In The Family teve 4 canções 'top 10' no Reino Unido. Running in the Family veio com nostálgicos arranjos de King, e um ótimo trabalho vocal em combinação com Lindup. No final de 1987, os irmãos Phil e Boon Gould deixaram a banda, e alegaram que foi insatisfação com a gravadora. Eles nem mesmo gravaram o último videoclipe de Running in the Family: "Children Say". Para substituí-los entraram o guitarrista Alan Murphy, antigo guitarrista do grupo Go West e o baterista Gary Hisband. Em 1988 foi lançado o álbum Staring At The Sun, que apesar de ser considerado um fiasco pela crítica, chegou ao segundo lugar em vendas no Reino Unido e ao 'top 10' dos mais vendidos de toda a Europa além de entrar no Billboard 200, e foi muito bem recebido pelos fãs, apesar da mudança radical que ocorreu na estrutura da banda. Três singles foram lançados: "Heaven in My Hands", top 20, "Take a Look", top 40, e "Tracie", top 30. Em 1989, Alan Murphy morre vítima de HIV, e deixa o grupo sem um guitarrista por um período indeterminado. Em 1989 foi lançada a coletânea Level Best com a inédita "Take Care Of Youself", que foi lançada como single, e teve um video musical gravado que contou com King, Lindup e Husband. Em 1990, o Grupo deixou a Polydor Records e migrou para a RCA, onde começou um novo álbum, com um novo guitarrista.

#### Era RCA (1990-1994)
Em 1991, já pela RCA, a banda recruta o guitarrista Allan Holdsworth para a gravação do nono álbum, Guaranteed. Após a gravação, Holdsworth deixou a banda, e Jakko Jakszyk entrou para a turnê. O álbum Guaranteed teve boa recepção da parte dos fãs e da crítica: era o primeiro álbum que destacava solos de guitarra, alguns notáveis como "A Kinder Eye" e "She Can't Help Herself", e a canção principal de nome homônima ao título do álbum, alcançou o top 20 no Reino Unido. O álbum superou as expectativas dos músicos, e apesar da constante variação entre membros e a mudança de gravadora, chegou a ser o terceiro álbum mais vendido do Reino Unido. Em 1994, Phil Gould voltou à banda para gravar o álbum Forever Now, último álbum antes do fim da banda em 1994. O álbum não foi tão divulgado, a banda não lançava material novo há mais de três anos, e mesmo assim o álbum chegou ao 'top 10' no Reino Unido. O álbum era totalmente diferente do jazz-funk dos anos 1980, e até mesmo do Rrock do início da década de 1990. Forever Now trouxe canções mais calmas ao repertório da banda. Os três singles lançados: "Forever Now", "All Over You" e "Love In A Peaceful World" chegaram ao 'top 40' na Inglaterra. Em 1996, o álbum foi relançado em outra gravadora – Resugence – com algumas faixas inéditas. Phil Gould participou apenas da gravação do álbum, não aparece nos videoclipes, e fez pouquíssimas apresentações ao vivo. O grupo resolveu encerrar a atividade ao fim dos shows já agendados.

### Anos recentes
A partir de 1994, a banda foi desfragmentada. Mark King formou o "Grupo Mark King", e Lindup seguiu carreira solo. No ano de 2000, o antigo baterista Gary Husband, entrou para o Grupo Mark King. No ano de 2001, o Level 42 voltou a ativa com os músicos: Mark King, Gary Husband, Lyndon Connah - nos teclados - e o irmão de King, Nathan King na guitarra. Em 2006, Mike Lindup voltou definitivamente ao grupo, que lançou nesse mesmo ano, o álbum Retroglide, primeiro álbum inédito depois de uma década. O álbum conta com o solo de Boon Gould e Phil Gould na bateria da canção "Ship"(não creditado). Esta foi a primeira canção gravada com a participação da formação original desde 1986. Retroglide foi lançado apenas na Europa, pela gravadora W14, de posse da Universal Music Group, antiga Polydor Records. Há um novo projeto de álbum de estúdio para ser lançado no ano de 2008.

## Integrantes
| Integrante       | Instrumento     | Período                        | Álbuns gravados |
| ---------------- | --------------- | ------------------------------ | --- |
| Mark King        | Vocal / Baixo   | 1981 – 1994; 2001 – atualmente | - Todos |
| Mike Lindup      | teclado / Vocal | 1981 – 1994; 2006 – atualmente | - Todos |
| Phil Gould       | Bateria         | 1981 – 1987; 1994              | - Level 42 - The Early Tapes - The Pursuit of Accidents - Standing in the Light - True Colors - World Machine - Running in the Family - Forever Now |
| R. Boon Gould    | Guitarra        | 1981 - 1987                    | - Level 42 - The Early Tapes - The Pursuit of Accidents - Standing in the Light - True Colors - World Machine - Running in the Family - Retroglide  |
| Gary Husband     | Bateria         | 1987 – 1993; 2001 – atualmente | - Staring at the Sun - Guaranteed - Retroglide |
| Alan Murphy      | Guitarra        | 1987 - 1989                    | - Staring at the Sun |
| Allan Holdsworth | Guitarra        | 1991                           | - Guaranteed |
| Nathan King      | Guitarra        | 2001 – atualmente              | - Retroglide |
| Lyndon Connah    | Teclado         | 2001 – 2006                    | - Retroglide |
| Jakko Jakszyk    | Guitarra        | 1991 – 1993; 1994              | - Forever Now |

## Discografia

### Álbuns
- 1981: Level 42 (#20 UK) – Polydor
- 1982: The Early Tapes/Strategy (#46 UK) – Polydor
- 1982: The Pursuit of Accidents (#17 UK) – Polydor
- 1983: Standing in the Light (#9 UK) – Polydor
- 1984: True Colours (#14 UK) – Polydor
- 1985: World Machine (#3 UK; #18 US) – Polydor
- 1987: Running in the Family (#2 UK; #23 US) – Polydor
- 1988: Staring at the Sun (#2 UK; #128 US) – Polydor
- 1991: Guaranteed (#3 UK) – BMG
- 1994: Forever Now (#8 UK) – BMG
- 2006: Retroglide – Universal
- 2013: Sirens

### Singles

#### Elite Records
- 1981 - "Sandstorm"
- 1981 - "Love Meeting Love" / "Instrumental Love"

#### Polydor Records
- 1981 - "Love Meeting Love" / "Instrumental Love" (#61 UK)
- 1981 - "(Flying On The) Wings Of Love"
- 1981 - "Love Games" / "Fourty Two" (#38 UK)
- 1981 - "Turn It On" / "Beezer One" (#57 UK)
- 1981 - "Starchild" / "Foundation And Empire" (#47 UK)
- 1982 - "Are You Hearing (What I Hear)?" / "The Return Of The Handsome Rugged Man" (#49 UK)
- 1982 - "Weave Your Spell" / "Love Games" (#43 UK)
- 1983 - "The Chinese Way" / "88" (#24 UK)
- 1983 - "Out Of Sight, Out Of Mind" / "You Can't Blame Louis" (#41 UK)
- 1983 - "The Sun Goes Down (Living It Up)" / "Can't Walk You Home" (#10 UK)
- 1983 - "Micro-Kid" / "Turn It On" (#37 UK)
- 1984 - "Hot Water" / "Standing In The Light" (#18 UK; #87 US)
- 1984 - "The Chant Has Begun" / "Almost There" (#41 UK)
- 1985 - "A Physical Presence" / "Turn It On" (#87 UK)
- 1985 - "Something About You" / "Coup D'eat" (#6 UK; #7 US)
- 1985 - "Leaving Me Now" / "I Sleep On My Heart" (#15 UK)
- 1986 - "Lessons In Love" / "Hot Water" (#3 UK; #12 US)
- 1987 - "Running in The Family" / "Dream Crazy" (#6 UK; #87 US)
- 1987 - "To Be With You Again" / "Micro-Kid" (#10 UK)
- 1987 - "It's Over" / "A Physical Presence" (#10 UK)
- 1987 - "Children Say" / "Starchild" (#22 UK)
- 1988 - "Heaven In My Hands" / "Gresham Blues" (#12 UK)
- 1988 - "Take A Look" / "Man" (#32 UK)
- 1989 - "Tracie" / "Three Words" (#25 UK)
- 1989 - "Take Care Of Yourself" / "Silence" (#39 UK)
- 2006 - "The Way Back Home" – Lançado pela Universal, antiga Polydor.

#### RCA Records
- 1991 - "Guaranteed" / "All She Wants" (#17 UK)
- 1991 - "Overtime" / "At This Great Distance" (#62 UK)
- 1992 - "My Father's Shoes" / "As Years Go By" (#55 UK)
- 1994 - "Forever Now" / "Romance" (#19 UK)
- 1994 - "All Over You" / "Learn To Say No" (#26 UK)
- 1994 - "Love In A Peaceful World" / "The Bends" (#31 UK)
- 1985 - "A Physical Presence" / "Turn It On" (#87 UK)
- 1985 - "Something About You" / "Coup D'eat" (#6 UK; #7 US)
- 1985 - "Leaving Me Now" / "I Sleep On My Heart" (#15 UK)
- 1986 - "Lessons In Love" / "Hot Water" (#3 UK; #12 US)
- 1987 - "Running in The Family" / "Dream Crazy" (#6 UK; #87 US)
- 1987 - "To Be With You Again" / "Micro-Kid" (#10 UK)
- 1987 - "It's Over" / "A Physical Presence" (#10 UK)
- 1987 - "Children Say" / "Starchild" (#22 UK)
- 1988 - "Heaven In My Hands" / "Gresham Blues" (#12 UK)
- 1988 - "Take A Look" / "Man" (#32 UK)
- 1989 - "Tracie" / "Three Words" (#25 UK)
- 1989 - "Take Care Of Yourself" / "Silence" (#39 UK)
- 2006 - "The Way Back Home" – Lançado pela Universal, antiga Polydor.